# Minóżka
Minóżka – potok w województwie małopolskim, prawy dopływ Dłubni.
Ma długość 9 km, a powierzchnia zlewni wynosi 47,5 km². Dolinka Minóżki to tereny zasobne w wodę. Jej dopływem jest Lubawka, zasilają ją również inne źródła, m.in. położone na terenie Ojcowskiego Parku Narodowego i wsi Zamłynie. Do potoku wypuszczane są oczyszczone ścieki z oczyszczalni miasta Skała (położonej w Nowej Wsi).
Płynie przez Minogę, gdzie ma swoje źródło, a następnie przez Zamłynie i Iwanowice Włościańskie. Wpływa do Dłubni w Iwanowicach Dworskich, w miejscu o współrzędnych 50°13’15” N 19°59’01” E.
Maksymalne stany wód Minóżka osiąga wczesną wiosną i latem, a minimalne wiosną i jesienią.
W wodach potoku można spotkać ryby, m.in. pstrąga potokowego.